# Springpad
Springpad — бесплатный онлайн-сервис и ряд приложений для различных платформ, которые предоставляют пользователям возможность сохранения, синхронизации и поиска заметок, которые могут включать в себя текстовые записи, веб-страницы, списки задач, фотографии, изображений и так далее.
Springpad доступен как веб-приложение, в виде программы для iPad, iPhone и Android, а также как дополнение для Google Chrome. Все они синхронизируются между собой.
В 2014 году проект закрыт, часть команды перешла на работу в Google.

## Возможности
Для управления своими заметками пользователи могут использовать либо веб-интерфейс, построенный на HTML5, либо приложение для смартфона или планшета. Весь контент, генерируемый пользователем, помещается в папку My Stuff. В настоящее время в качестве категории помимо заметок также можно указать рестораны, кинофильмы, местоположения и некоторые другие данные. Кроме того, пользователи Springpad могут добавить и события, причём при использовании Google Calendar они могут быть синхронизированы. Также пользователь может добавлять информацию, отправляя её по почте на специальный адрес, созданный для него при регистрации на сервисе.
Помимо возможности сканировать QR-коды, приложения для мобильных устройств позволяют идентифицировать, что именно сохраняет пользователь, и автоматически добавляет к новому объекту дополнительные данные, которые могут быть полезны для пользователя, например, его местоположение, взятое из фотографии.
Кроме прикрепления новых заметок или изображений к уже имеющейся информации, пользователи могут добавлять к ней оповещения и напоминания, которые затем могут быть доставлены с помощью электронной почты или в виде текстового сообщения. Также Springpad может показывать оповещения из своего собственного центра, основываясь на предпочтениях пользователя.
Для повышения удобства все, что помещается пользователем в Springpad, может быть помечено тегами. Пользователи также могут добавлять так называемые Блокноты (англ. «Notebooks») для разграничения отдельных записей. Каждый ноутбук имеет секцию, которая называется Доска (англ. «Board»), к которой пользователи могут прикреплять информацию для визуального отображения элементов. Если пользователь добавит на Доску карту, а элементы данного Блокнота будут содержать информацию о местоположении, они будут отражены на этой карте.
По умолчанию все, что добавляет пользователь в Springpad, является личным и недоступным для других пользователей. Однако это может быть легко перенастроено, пользователь может открыть доступ к любому элементу для всех или для некоторых или им в социальных сетях Facebook или Twitter.
Сервис был закрыт 25 июня 2014 г.